# Rafael Sperafico
Rafael Sperafico (ur. 22 kwietnia 1981 roku w Toledo, zm. 9 grudnia 2007 roku w Interlagos) – brazylijski kierowca wyścigowy.

## Kariera
Sperafico rozpoczął karierę w międzynarodowych wyścigach samochodowych w 2000 roku od startów w Barber Dodge Pro Series. Z dorobkiem pięciu punktów uplasował się na 23 pozycji w klasyfikacji generalnej. Dwa lata później zdobył tytuł wicemistrza tej serii. W późniejszych latach Brazylijczyk pojawiał się także w stawce Europejskiej Formuły 3000, Stock Car Brasil, Renault Super Clio Cup Brazil oraz Pick Up Racing Brazil.

## Śmierć
9 grudnia 2007 roku Sperafico brał udział w wyścigu Stock Car Brasil na torze Autódromo José Carlos Pace w Interlagos. Podczas szóstego okrążenia wyścigu Brazylijczyk stracił kontrolę nad bolidem i z wysoką prędkością uderzył w barierę po zewnętrznej stronie pierwszego zakrętu toru. Sperafico zginął na miejscu z powodu poważnych urazów głowy.